# Friedrich Wilhelm Marschall von Bieberstein
Friedrich Wilhelm Freiherr Marschall von Bieberstein (* 17. Dezember 1806 in Wiesbaden; † 24. April 1865 in Hahnstätten) war ein deutscher Jurist, Domänenrat und Abgeordneter.

## Leben

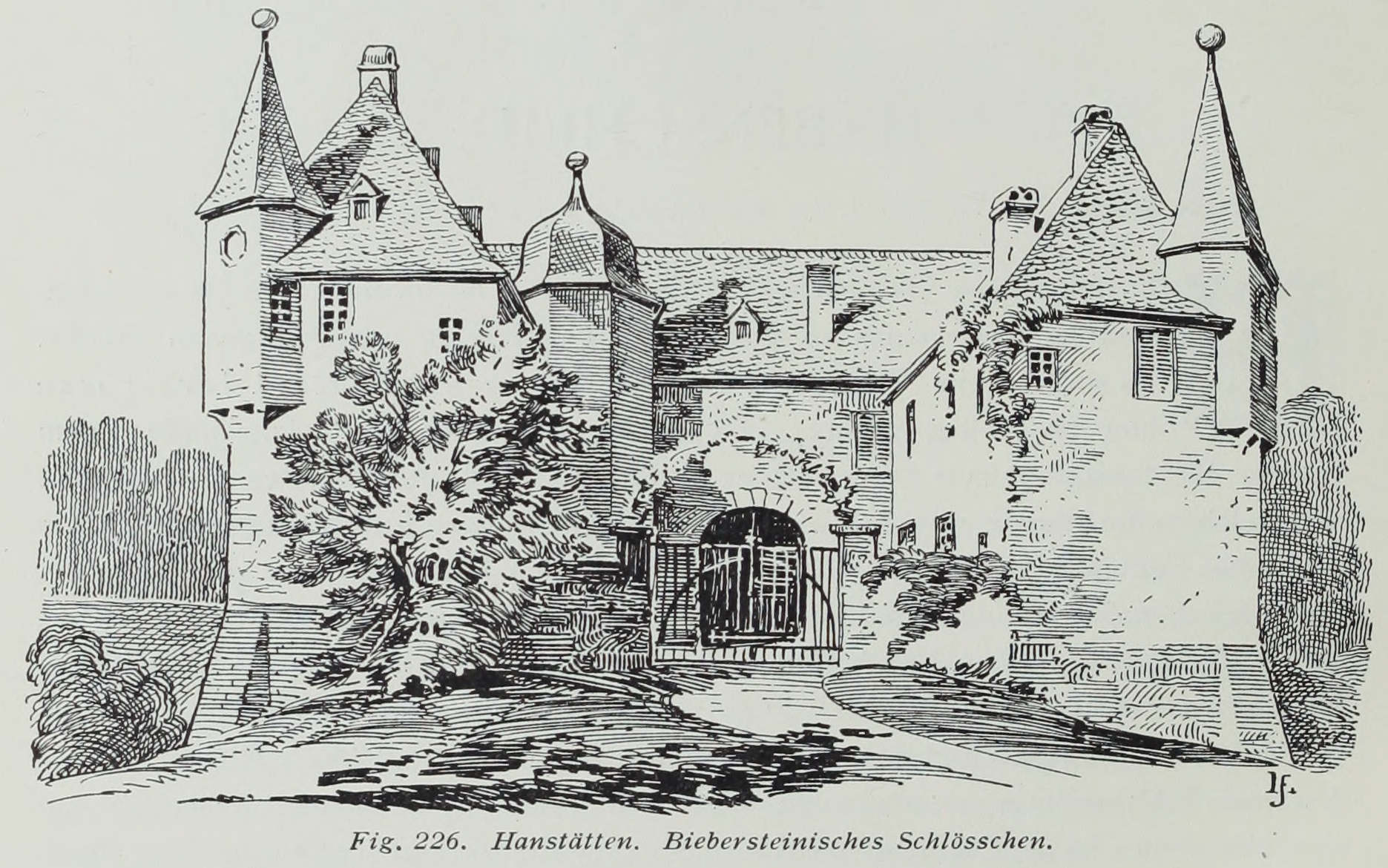
Biebersteinisches Schloss zu Hahnstätten

Marschall von Bieberstein war der Sohn des Staatsministers Ernst Franz Ludwig Marschall von Bieberstein (1770–1834) und dessen Ehefrau Karoline geborene Freiin von Veltheim (1783–1840). Der Domänenrat und Abgeordnete Ernst Marschall von Bieberstein (1816–1860) war ein Bruder. Er war evangelisch und heiratete am 18. September 1835 in Weilburg Marie Friederike Freiin von Dungern (* 31. August 1811 in Weilburg; † 31. Dezember 1859 ebenda), die Tochter des Geheimrats Friedrich Freiherr von Dungern (1765–1858) und der Wilhelmine Louise Freiin Lesch von Mülheim (1771–1846).
Marschall von Bieberstein studierte von 1823 bis 1826 Rechtswissenschaften an der Universität Göttingen und setzte das Studium ab 1827 an der Universität Berlin fort, wo er 1830 das Examen ablegte. Von 1831 bis 1833 war er Amtsakzessist im Amt Weilburg und dann Assessor bei der Regierung des Herzogtums Nassau. Von 1835 bis 1842 arbeitete er als Amtsakzessist bei der Domänenverwaltung. 1842 war er Domänenrat und wurde auf eigenen Wunsch in den Ruhestand versetzt. 1840 wurde er zum Kammerherren ernannt und war ab 1861 diensttuender Kammerherr des Herzogs Adolph. 1854 zog er nach Weilburg. Er ist im Familiengrab, der sogenannten „Bieberstein'schen-“ oder auch „Marschalls-Gruft“ auf dem Hahnstätter Friedhof begraben.

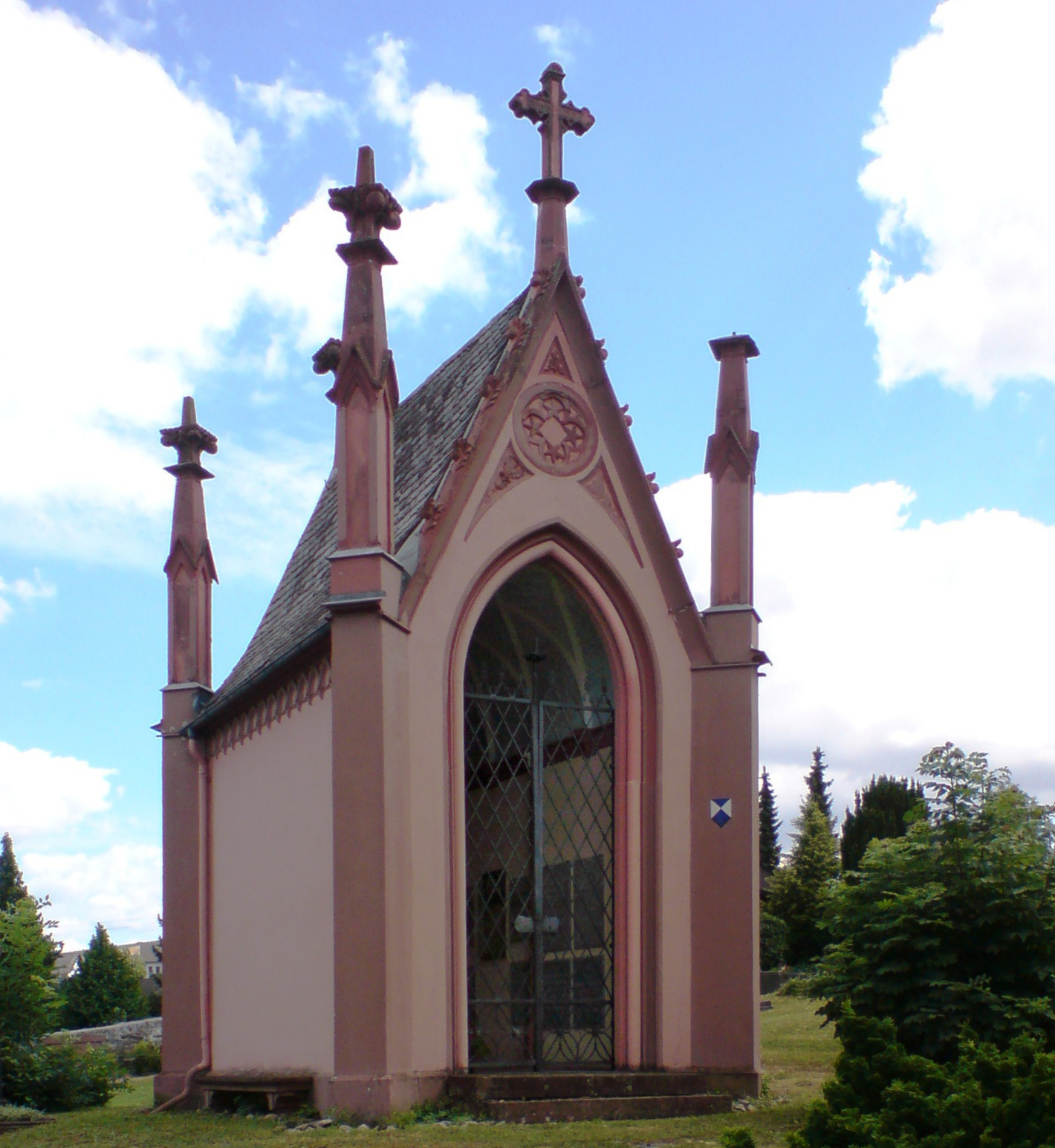
Bieberstein’sche Gruft auf dem Hahnstätter Friedhof

Zwischen 1839 und 1848 war er gewähltes Mitglied der Herrenbank des Landtags des Herzogtums Nassau. Mit der Märzrevolution wurde die Herrenbank abgeschafft und er schied aus dem Landtag aus. Im Jahr 1852 wurde er Mitglied der Zweiten Kammer des Landtags des Herzogtums Nassau für den Wahlkreis X Diez. Er legte das Mandat jedoch nieder und Heinrich Schlachter wurde an seiner Stelle gewählt.